# Ilyushin Il-54
Ilyushin Il-54 là một mẫu máy bay ném bom siêu âm được phát triển ở Liên Xô trong thập niên 1950. Chỉ có 2 mẫu thử được chế tạo trước đề án bị hủy bỏ.

## Biến thể
- Il-54T
- Il-54U
- Il-54R

## Tính năng kỹ chiến thuật (Il-54)
Dữ liệu lấy từ Gordon, OKB Ilyushin: A History of the Design Bureau and its Aircraft
Đặc điểm tổng quát
- Kíp lái: 3
- Chiều dài: 28.963 m (95 ft 1/4 in)
- Sải cánh: 17.65 m (57 ft 11 in)
- Diện tích cánh: 84.6 m2 (910.7 ft2)
- Trọng lượng rỗng: 26.505 kg (58.443 lb)
- Trọng lượng có tải: 41.600 kg (91.728 lb)
- Động cơ: 2 × Lyulka AL-7, lực đẩy 84,34 kN (18.960 lbf) mỗi chiêc

Hiệu suất bay
- Vận tốc cực đại: 1.100-1.150 km/h (683-715 mph)
- Vận tốc cực đại: Mach 1,15
- Tầm bay: 2.057 km (1.278 dặm)
- Trần bay: 13.630 m (44.720 ft)
- Vận tốc lên cao: 25,25 m/s (4.924 ft/phút)

Vũ khí trang bị
- 3 × pháo Nudelman-Rikhter AM-23 23 mm
- 6.000 kg (13.200 lb; tải tối đa) hoặc 3.000 kg (6.600 lb; tải bình thường) bom